# Ragbi klub Ljubljana
Ragbi klub Ljubljana je ragbijski klub iz Ljubljane.
Klupsko sjedište je u Ljubljani.
Klupska maskota je zeleno-žuta kornjača.
Klupski dres je plava majica, plave hlačice i zelene čarape.

## Klupski uspjesi
U sezoni 2006/07. su bili nadomak osvajanja naslova prvaka Interlige, od kojih ih je dijelilo manje od 10 minuta do konca utakmice u Splitu 21. travnja 2007.; ipak, odlučujuću utakmicu su izgubili, ostavši tako na drugom mjestu na ljestvici, osvojivši tako također vrijedan status doprvaka.

## Vanjske poveznice
- https://rugbyljubljana.si/ Službene stranice